# Ґацьке
Ґацьке (пол. Gackie) — село в Польщі, у гміні Граєво Ґраєвського повіту Підляського воєводства.
Населення — 47 осіб (2011).
У 1975-1998 роках село належало до Ломжинського воєводства.

## Демографія
Демографічна структура станом на 31 березня 2011 року:
|          | Загалом | Допрацездатний вік | Працездатний вік | Постпрацездатний вік |
| -------- | ------- | ------------------ | ---------------- | -------------------- |
| Чоловіки | 25      | 5                  | 18               | 2                    |
| Жінки    | 22      | 2                  | 17               | 3                    |
| Разом    | 47      | 7                  | 35               | 5                    |